# 鳴門教育大学
鳴門教育大学（なるときょういくだいがく、英語: Naruto University of Education）は、徳島県鳴門市鳴門町高島字中島748番地に本部を置く日本の国立大学。1981年創立、1981年大学設置。大学の略称は鳴教大（なるきょうだい）。

## 概観

### 大学全体
鳴門教育大学は1981年に、新構想の教員養成大学として開設された（準備室が徳島大学内に置かれたため徳島大学教育学部の移行と誤解されているが徳島大学とは別個の大学である。なお、この時徳島大学教育学部は総合科学部に改組された）。現在、1学部、1研究科が設置されている。

### 創設の趣旨
学校教育に関する理論的・実践的な教育研究を進める「教員のための大学」、学校教育の推進に寄与する「開かれた大学」として創設された。

### 教育および研究
大学院は主に現職教員に高度の研究・研鑽の機会を確保し、学部は初等教育教員および中学校教員の養成を行う。

### 学風および特色
収容定員が学部より大学院の方が多い。「教員のための大学」とある通り、現職教員が専修免許を取得するための研修教育機関という性格が強く、大学院生の約4分の1が現職教員である。学部でも少人数による授業が多い。
略称は「鳴教大」。「鳴教」と称される場合もある。教員就職率では平成22年度78.3%、平成23年度77.9%を達成し2年連続の全国第一位を占めている。

## 沿革

### 年表
- 1978年11月1日
  - 徳島大学事務局内に「徳島大学鳴門教育大学創設準備室」が設置される。
- 1981年10月1日
  - 開学。学校教育学部初等教育教員養成課程設置（学生の受け入れは1986年から）。
- 1984年4月1日
  - 大学院修士課程設置（'学校教育研究科学校教育専攻（人間形成基礎コース、教育経営コース、教育方法コース、生徒指導コース、幼児教育コース）、教科・領域教育専攻（言語系コース、社会系コース））。
- 1985年4月1日
  - 学校教育研究科教科・領域教育専攻に自然系コース増設。
- 1986年4月1日
  - 学校教育研究科に障害児教育専攻増設。教科・領域教育専攻に芸術系コース、生活・健康系コース増設。
- 1986年4月22日
  - 徳島大学から附属小学校、附属中学校、附属養護学校、附属幼稚園を移管設置。
- 1987年4月1日
  - 学校教育学部に中学校教員養成課程設置。
- 1996年4月9日
  - 兵庫教育大学大学院連合学校教育学研究科（博士課程）に構成大学として参加。
- 2000年4月1日
  - 学校教育学部初等教育教員養成課程と 中学校教員養成課程を学校教育学部学校教育教員養成課程に改組。
- 2001年4月1日
  - 学校教育研究科学校教育専攻に総合学習開発コース増設。
- 2004年4月1日
  - 国立大学法人鳴門教育大学成立。
- 2007年4月1日
  - 学校教育研究科障害児教育専攻を特別支援教育専攻に改称。同学校教育専攻に生徒指導コース増設、教育臨床コースを臨床心理士養成コースに改称。附属養護学校を附属特別支援学校に改称。
- 2008年4月1日
  - 学校教育専攻、特別支援教育専攻、教科・領域教育専攻を廃止。学校教育研究科（修士課程）人間教育専攻、特別支援教育専攻、教科・領域教育専攻、（専門職学位課程）高度学校教育実践専攻設置。
- 2016年4月1日
  - 学校教育研究科教科・領域教育専攻言語系コース（英語）の組織として、小学校英語教育分野が設置。

## 基礎データ

### 所在地
- 高島キャンパス（徳島県鳴門市鳴門町高島字中島748番地）

### 象徴
- 標語:「教育の一番札所」。四国八十八カ所の1番札所・霊山寺と同じ鳴門市に所在していることから

## 教育および研究

### 組織

#### 学部
- 学校教育学部
  - 幼児教育専修
  - 小学校教育専修
    - 学校教育実践コース
    - 国語科教育コース
    - 英語科教育コース
    - 社会科教育コース
    - 算数科教育コース
    - 理科教育コース
    - 音楽科教育コース
    - 図画工作科教育コース
    - 体育科教育コース
    - 技術科教育コース
    - 家庭科教育コース

  - 中学校教育専修
    - 国語科教育コース
    - 英語科教育コース
    - 社会科教育コース
    - 数学科教育コース
    - 理科教育コース
    - 音楽科教育コース
    - 美術科教育コース
    - 保健体育科教育コース
    - 技術科教育コース[注釈 3]
    - 家庭科教育コース

  - 特別支援教育専修

#### 大学院[1]

##### 学校教育研究科（修士課程）

###### 人間教育専攻
- 臨床心理コース[注釈 4]
- グローバル教育コース[注釈 5]

##### 学校教育研究科（専門職学位課程）

###### 高度学校教育実践専攻
教科・総合系
- 国語科教育コース[注釈 6]
- 英語科教育コース[注釈 7]
- 社会科教育コース[注釈 8]
- 数学科教育コース[注釈 9]
- 理科教育コース
- 音楽科教育コース[注釈 10]
- 美術科教育コース[注釈 11]
- 保健体育科教育コース
- 技術・工業・情報科教育コース[注釈 12]
- 家庭科教育コース[注釈 13]
- 教育探求総合コース

教職系
- 特別支援教育コース
- 幼児教育コース
- 学校づくりマネジメントコース[注釈 14]
- 生徒指導コース[注釈 15]
- 学習指導力・ＩＣＴ教育実践力開発コース[注釈 16]
- 教員養成特別コース

#### 連合大学院
兵庫教育大学大学院連合学校教育学研究科（博士課程）に兵庫教育大学・上越教育大学・岡山大学とともに参画している。

#### 教育部（教員組織）
- 基礎・臨床系教育部
学問領域：「教育学」、「心理学」、「医学等」
- 人文・社会系教育部 
学問領域：「国語科教育」、「英語科教育」、「社会科教育」、「人間科学等」
- 自然・生活系教育部 
学問領域：「数学科教育」、「理科教育」、「技術科教育」、「家庭科教育等」
- 芸術・健康系教育部 
学問領域：「音楽科教育」、「美術科教育」、「保健体育科教育等」

#### 附属機関
- 附属図書館
  - 閲覧室に、徳島県について書かれた資料や四国遍路関係の資料等を集中化した「阿波学コーナー」が設置されている。
  - 国語・教育学分野を中心とした約3万冊の図書を集めた「野地潤家文庫」がある。
  - 大村はま寄贈の学習記録、文献等約1万点による「大村はま文庫」が設置されている。学習記録は保存状態を維持するため、2009年4月から複写物による閲覧となった。
  - 大学図書館ではユニークな児童図書室を設置し、地域の子どもや市民に開放し、学生のボランティア活動や実地教育の場となっている。
- センター
  - 教職キャリア支援センター
  - 地域連携センター
  - 情報基盤センター
  - 予防教育科学センター
  - 小学校英語教育センター
  - 教員教育国際協力センター
  - 心身健康センター
  - 長期履修学生支援センター

### 教育
- 現代的教育ニーズ取組支援プログラム
  - 遍路文化を活かした地域人間力の育成
- 特色ある大学教育支援プログラム
  - 教育実践の省察力をもつ教員養成
- 大学教育の国際化加速プログラム
  - 海外先進教育研究実践支援プログラム
    - 現代の教育ニーズをふまえた教員養成（大学と小学校のパートナーシップに基づく教育の専門職育成に向けて）
- 専門職大学院等教育推進プログラム
  - 教育の専門職養成のためのコアカリキュラム
- 専門職大学院等における高度専門職業人養成教育推進プログラム
  - 教職大学院の実習等のFDシステム共同開発

## 学生生活

### 学生団体[2]

#### 体育系
- 野球部
- 剣道部
- 陸上競技部
- バドミントン部
- 水泳部
- ラグビーフットボール部
- サッカー部
- 弓道部
- 男子バスケットボール部
- 女子バスケットボール部
- 男子硬式テニス部
- 女子硬式テニス部
- 柔道部
- フットサル部
- 鳴響連
- 軟式野球サークル
- 居合道同好会
- ダンス同好会
- ソフトテニスサークル

#### 文科系
- 児童文化研究会
- フィルハーモニー管弦楽団
- 軽音楽部
- 人形劇団ころぽっくる
- 書道部
- 茶華道部
- 合唱団'tadpole'
- 手話サークル「ぱぴぷぺぽ」
- 劇団「どや！！」
- 吹奏楽団"Cantabile"
- 茶道部「一期一会」
- 総合学習研究会（ふれあいアクティビティー）
- 文芸部
- 点字・点訳研究会
- ボランティア団体friends
- RF技術研究会
- 鳴教子どもアートプロジェクト
- 鳴教学生日本語教室
- 鳴門教育大学放送研究会
- 学歌を歌う会
- 鳴門教育大学子ども未来応援プロジェクト
- 競技かるた同好会

## 大学関係者と組織

### 同窓会
- 鳴門教育大学・大学院同窓会
- よさこい鳴門会‐高知県における本学出身者の同窓会組織

## 施設

### キャンパス
- 四国と淡路島の間に浮かぶ大毛島の塩田埋立地（高島）にある[注釈 17]。
- 交通アクセス：JR鳴門線鳴門駅からバス・タクシーで約10分。徳島バス「教育大正門前」、鳴門市地域バス「鳴門教育大学前」下車。高速バス「高速鳴門」からタクシーで約10分。徳島空港からタクシーで約30分。

#### 学生宿舎
- 大学キャンパスの北西に隣接し、単身用（男子）2棟，単身用（女子）3棟，世帯用2棟が設けられている。
- 学部生、大学院生ともに入居可能である。
- 学生宿舎全体は「うずしお村」と呼ばれ、入居学生による自治会が組織されている。
- うずしお村には村長、副村長をはじめ、総務課長、会計課長、環境整備課長、検針課長、レク課長がいる。いずれも学生。またそれぞれの棟には助役、副助役をはじめとした役員がおり、学生主体の自治によって運営がなされている。

## 対外関係

### 他大学との協定
- 愛媛大学･香川大学･高知大学（教職大学院の単位互換に関する協定） - 2018年3月6日締結[3]。
- 京都産業大学（包括的な連携協力にかかる協定） - 2008年11月27日締結[4]。
- 四国大学（連携協力に関する協定） - 2016年6月1日締結。
- 聖徳大学（連携協力に関する協定） - 2014年12月15日締結[5]。
- 高松大学（連携協力に関する協定） - 2009年11月4日締結[6]。
- 徳島大学（教職教育の連携･協力に関する協定） - 2017年1月19日締結。
- 比治山大学（連携協力に関する協定） - 2008年10月28日締結。
- 上越教育大学
- 兵庫教育大学
- 岡山大学

### 国内学術交流協定校
- 放送大学学園と単位互換協定を結んでおり、放送大学で取得した単位を卒業に要する単位として認定することができるなど多様な学習の機会が提供されている[7]。

### 国際学術交流協定校
- アメリカ合衆国
  - ピュージェットサウンド大学（1995年）
  - ノースカロライナ大学ウィルミントン校・イーストカロライナ大学・ウェスタンカロライナ大学（コンソーシアム 2006年）
- 韓国
  - 京仁教育大学校（1995年）
  - 釜山大学校師範大学教育大学院（1999年）
- 中国
  - 南開大学（1996年）
  - 青島大学（2000年）
  - 北京師範大学（2004年）
- ドイツ
  - ロイファーナ大学（1997年）
- タイ
  - シーナカリンウィロート大学（2003年）
  - コンケン大学（2006年）
- 南アフリカ共和国
  - プレトリア大学（2002年）
- 台湾
  - 台北市立教育大学（2010年）
- ベトナム
  - カントー大学（2019年）

### 地方自治体との協定
- 佐那河内村（連携協力に関する協定） - 2017年7月7日締結。
- 徳島県教育委員会（連携協力に関する協定） - 2015年5月12日締結。
- 美馬市（連携協力に関する協定） - 2017年12月21日締結。

### その他企業･団体等との協定
- 教職員支援機構（連携協力協定） - 2016年10月25日締結[8]。
- 国立歴史民俗博物館（包括連携に関する協定） - 2018年3月9日締結。

## 附属学校
- 鳴門教育大学附属幼稚園
- 鳴門教育大学附属小学校
- 鳴門教育大学附属中学校
- 鳴門教育大学附属特別支援学校[注釈 18]